# Oddvar Brå
Oddvar Brå (* 16. März 1951 in Hølonda bei Melhus) ist ein ehemaliger norwegischer Skilangläufer.

## Leben und Karriere
Er war einer der stärksten norwegischen Skilangläufer in den 1970er-Jahren und konnte in der Saison 1974/75 und 1978/79 zweimal den Skilanglauf-Weltcup gewinnen. Bei Olympischen Spielen schaffte er es 1972 und 1980, mit der norwegischen Staffel jeweils eine Silbermedaille zu gewinnen. Seine beste Einzelleistung war 1988 der vierte Platz im 15-km-Rennen.
1982 gewann er bei der Weltmeisterschaft die Goldmedaille über 15 Kilometer sowie mit der Staffel. 1973 erhielt er die Morgenbladet-Goldmedaille, 1975 die Holmenkollen-Medaille, 1987 den Egebergs Ærespris.
Historisch wurde er 1982, als er am heimischen Holmenkollen im WM-Staffellauf den Stock brach und dennoch in einem packenden Finish Gold gewann. Noch heute lautet ein weit verbreiteter Spruch in Norwegen „Wo warst du, als Brå den Stock brach?“. Dieser Spruch wird benutzt, wenn jemand Schuld an etwas trägt, weil er nicht zur Stelle war.

## Erfolge

### Olympische Winterspiele
- 1972 in Sapporo: Silber mit der Staffel
- 1980 in Lake Placid: Silber mit der Staffel

### Weltmeisterschaften
- 1974 in Falun: Bronze mit der Staffel
- 1978 in Lahti: Bronze mit der Staffel
- 1982 in Oslo: Gold über 15 km, Gold mit der Staffel

### Norwegische Meisterschaften
- 1973: Gold über 50 km, Bronze über 30 km
- 1974: Gold über 50 km, Silber über 15 km, Silber über 30 km, Silber mit der Staffel
- 1975: Gold über 15 km, Gold über 50 km, Silber mit der Staffel
- 1976: Gold über 15 km, Silber über 30 km
- 1977: Gold über 30 km
- 1978: Gold über 15 km, Gold über 30 km, Gold über 50 km
- 1979: Gold über 15 km, Gold über 30 km, Gold über 50 km
- 1980: Gold über 15 km, Gold über 30 km
- 1981: Gold über 15 km
- 1982: Bronze über 15 km
- 1984: Bronze über 30 km
- 1985: Bronze über 30 km
- 1986: Bronze über 30 km
- 1987: Gold über 30 km
- 1988: Silber über 15 km
- 1989: Bronze über 30 km

### Weltcupsiege im Einzel
| Nr. | Datum            | Ort   | Disziplin               |
| --- | ---------------- | ----- | ----------------------- |
| 1.  | 23. Februar 1982 | Oslo  | 15 km Individualstart 1 |
| 2.  | 7. März 1982     | Lahti | 50 km Individualstart   |

### Weltcup-Gesamtplatzierungen
- Gesamtwertung Skilanglauf-Weltcup: 1. Platz 1975 und 1979

| Saison  | Platz | Punkte |
| ------- | ----- | ------ |
| 1981/82 | 5.    | 77     |
| 1982/83 | 15.   | 45     |
| 1983/84 | 15.   | 48     |
| 1984/85 | 36.   | 18     |
| 1985/86 | 24.   | 19     |
| 1986/87 | -     | -      |
| 1987/88 | 13.   | 43     |
| 1988/89 | 30.   | 14     |